# Eli Manning
Eli Manning (New Orleans, Louisiana, 3 januari 1981) is een voormalig Americanfootballspeler. Hij bracht zijn gehele carrière door bij de New York Giants.
Manning werd na een succesvolle college tijd bij Ole Miss, in 2004 gedraft door de New York Giants. Oorspronkelijk werd hij gedraft door de San Diego Chargers, maar Manning wilde niet uitkomen voor deze club en werd betrokken in een ruil met Philip Rivers. Inmiddels heeft hij 2x de Super Bowl gewonnen, in het 2007 en het 2011 seizoen. Op 22 januari 2020 ging hij met pensioen.

## Statistieken

### Regular season
| Year  | Team  | G   | GS  | Passing | Passing | Passing | Passing | Passing | Passing | Passing | Passing | Rushing | Rushing | Rushing | Rushing | Sacked | Sacked | Fumbles | Fumbles |
| Year  | Team  | G   | GS  | Att     | Comp    | Pct     | Yds     | Y/A     | TD      | Int     | Rtg     | Att     | Yds     | Avg     | TD      | Sack   | YdsL   | Fum     | FumL    |
| ----- | ----- | --- | --- | ------- | ------- | ------- | ------- | ------- | ------- | ------- | ------- | ------- | ------- | ------- | ------- | ------ | ------ | ------- | ------- |
| 2004  | NYG   | 9   | 7   | 197     | 95      | 48.2    | 1043    | 5.3     | 6       | 9       | 55.4    | 6       | 35      | 5.8     | 0       | 13     | 83     | 3       | 1       |
| 2005  | NYG   | 16  | 16  | 557     | 294     | 52.8    | 3762    | 6.8     | 24      | 17      | 75.9    | 29      | 80      | 2.8     | 1       | 28     | 184    | 9       | 2       |
| 2006  | NYG   | 16  | 16  | 522     | 301     | 57.7    | 3244    | 6.2     | 24      | 18      | 77.0    | 25      | 21      | 0.8     | 0       | 25     | 186    | 9       | 2       |
| 2007  | NYG   | 16  | 16  | 529     | 297     | 56.1    | 3336    | 6.3     | 23      | 20      | 73.9    | 29      | 69      | 2.4     | 1       | 27     | 217    | 13      | 7       |
| 2008  | NYG   | 16  | 16  | 479     | 289     | 60.3    | 3238    | 6.8     | 21      | 10      | 86.4    | 20      | 10      | 0.5     | 1       | 27     | 174    | 5       | 2       |
| 2009  | NYG   | 16  | 16  | 509     | 317     | 62.3    | 4021    | 7.9     | 27      | 14      | 93.1    | 17      | 65      | 3.8     | 0       | 30     | 216    | 13      | 8       |
| 2010  | NYG   | 16  | 16  | 539     | 339     | 62.9    | 4002    | 7.4     | 31      | 25      | 85.3    | 32      | 70      | 2.2     | 0       | 16     | 117    | 7       | 5       |
| 2011  | NYG   | 16  | 16  | 589     | 359     | 61.0    | 4933    | 8.4     | 29      | 16      | 92.9    | 35      | 15      | 0.4     | 1       | 28     | 199    | 8       | 4       |
| 2012  | NYG   | 16  | 16  | 536     | 321     | 59.9    | 3948    | 7.37    | 26      | 15      | 87.2    | 20      | 30      | 1.5     | 0       | 19     | 136    | 4       | 1       |
| 2013  | NYG   | 16  | 16  | 551     | 317     | 57.5    | 3818    | 6.9     | 18      | 27      | 69.4    | 18      | 36      | 2.0     | 0       | 39     | 281    | 7       | 2       |
| 2014  | NYG   | 16  | 16  | 601     | 379     | 63.1    | 4,410   | 7.3     | 30      | 14      | 92.1    | 12      | 31      | 2.6     | 1       | 28     | 187    | 7       | 4       |
| 2015  | NYG   | 16  | 16  | 618     | 387     | 62.6    | 4,436   | 7.2     | 35      | 14      | 93.6    | 20      | 61      | 3.1     | 0       | 27     | 157    | 11      | 4       |
| 2016  | NYG   | 16  | 16  | 598     | 377     | 63.0    | 4,027   | 6.7     | 26      | 16      | 86.0    | 21      | -9      | -0.4    | 0       | 21     | 142    | 7       | 4       |
| Total | Total | 201 | 199 | 6,825   | 4,072   | 59.7    | 48,214  | 7.1     | 320     | 215     | 83.7    | 284     | 514     | 1.8     | 5       | 328    | 2,279  | 104     | 46      |

### Postseason
| Year  | Team  | G  | GS | Passing | Passing | Passing | Passing | Passing | Passing | Passing | Passing | Rushing | Rushing | Rushing | Rushing |
| Year  | Team  | G  | GS | Att     | Comp    | Pct     | Yds     | Y/A     | TD      | Int     | Rtg     | Att     | Yds     | Avg     | TD      |
| ----- | ----- | -- | -- | ------- | ------- | ------- | ------- | ------- | ------- | ------- | ------- | ------- | ------- | ------- | ------- |
| 2005  | NYG   | 1  | 1  | 18      | 10      | 55.6    | 113     | 6.3     | 0       | 3       | 35.0    | 0       | 0       | 0       | 0       |
| 2006  | NYG   | 1  | 1  | 27      | 16      | 59.3    | 161     | 6.0     | 2       | 0       | 88.7    | 2       | 4       | 2       | 0       |
| 2007  | NYG   | 4  | 4  | 119     | 72      | 61.3    | 854     | 7.2     | 6       | 1       | 95.7    | 8       | 10      | 1.3     | 0       |
| 2008  | NYG   | 1  | 1  | 29      | 15      | 51.7    | 169     | 5.8     | 0       | 2       | 40.7    | 1       | 0       | 0       | 0       |
| 2011  | NYG   | 4  | 4  | 163     | 106     | 65.0    | 1219    | 7.5     | 9       | 1       | 103.3   | 8       | 20      | 2.5     | 0       |
| 2016  | NYG   | 1  | 1  | 44      | 23      | 52.3    | 299     | 6.8     | 1       | 1       | 72.1    | 1       | 11      | 11.0    | 0       |
| Total | Total | 12 | 12 | 400     | 242     | 60.5    | 2,815   | 7.0     | 18      | 9       | 87.4    | 20      | 45      | 2.3     | 0       |

## Trivia
- Eli is het jongere broertje van Denver Broncos quarterback, Peyton Manning.